# Абе Хіросі
Абе Хіросі (яп. 阿部寛, あべ ひろし; *22 червня 1964) — японський актор і модель.

## Короткі відомості
Абе Хіросі народився 22 червня 1964 року в місті Йокогама префектури Канаґава. Закінчив вищу школу Хакусан префектури Канаґава та інженерний факультет Університету Тюо в Токіо.
1985 року Абе дебютував як модель. Тривалий час був «обличчям» популярного японського журналу для чоловіків «MEN'S NON-NO».
У 1987 році Абе спробував себе у кіно, знявшись у фільмі «Іде пан Хаїкара». На телебаченні і в кіно він грав лише другорядні ролі. Причиною цьому був високий, як для японця, зріст та «модельне походження».
1993 року Абе вперше доручили головну роль детектива у фільмі «Вбивство в Атамі», в якому він проявив неабияку акторську майстерність. Картина була успішною і Абе стали запрошувати частіше на головні ролі в телевізійних серіалах і кіно.
1995 року він знявся у історичній телевізійній драмі телекомпанії NHK «Восьмий сьоґун Йосімуне», де Абе виконав роль старійшини Мацудайри Норісато. Окрім цього він знімався у інших історичних драмах цієї компанії — «Смута року Ґенроку» (1999), «Мусасі MUSASHI» (2003) та «Йосіцуне» (2005).
У 2000 році, маючи репутацію здібного актора, Абе знявся у популярному телевізійному серіалі та фільмі «TRICK» разом із Накамою Юкіе. Згодом він продовжував грати у «TRICK 2» (2002) і «TRICK 3» (2003).
У 2006 році за головну роль в серіалі «Чоловік, який не може одружитися», Абе отримав премію телекомпанії FNS.
Справами актора керує акторська агенція «Sigeta office».
Абе одружився у 2008 році. Його захоплення — автомобілебудування, машини компанії «Мазда», японські бойові мистецтва.